# Yung Hurn
Yung Hurn, pseudonimo di Julian Sellmeister (Vienna, 1995), è un rapper austriaco.

## Biografia
Conosciuto anche come K. Ronaldo, ha origini ungheresi.
Fino a 15 anni ha giocato nel SV Hirscshtetten.
Nel 2014 abbandona la scuola ed incontra il rapper Rap4Fikk.
L'anno dopo pubblica l'extended play Wiener e il mixtape 22.
Nel 2016 pubblica, sotto lo pseudonimo di K. Ronaldo, il mixtape I Want To Kill Myself But Today is My Mother's Birthday, oltre al singolo Bianco, pubblicato insieme al rapper tedesco RIN.
Nel dicembre 2016 esce la compilation In Memory of Yung Hurn - Classic Compilation.
Nel 2017 pubblica l'ep Love Hotel.
Nel 2018 esce l'album in studio 1220, seguito l'anno successivo da Y.

## Stile e influenze musicali
Lo stile musicale di Yung Hurn è vicino al cloud rap.
Il rapper è stato influenzato da Lil B e dai Three 6 Mafia. 

## Discografia

### Album in studio
- 2018 – 1220
- 2019 - Y